# Platytropius
Platytropius (Платитропіус) — рід риб родини Schilbeidae ряду сомоподібні. Має 2 види. Наукова назва походить від грецьких слів platys, тобто «широкий», та tropis — «кіль».

## Опис
Загальна довжина представників цього роду коливається від 20 до 23,2 см. Голова коротка, морда витягнута. Очі середнього розміру. Рот відносно широкий. Є 3 пари довгих вусів. Має 13—14 зябрових тичинок. Тулуб кремезний, стиснутий з боків, в області спинного плавця присутній своєрідний горб. Спинний плавець високий, зрізаний догори, основа у нього коротка. Жировий плавець крихітний. Грудні плавці невеликі. Анальний плавець доволі довгий. Хвостовий плавець великий, розрізаний, кінці лопатей загострені.

## Спосіб життя
Це демерсальні риби. Воліють до прісної води. Зустрічаються в річках з повільною та середньою течією і великих, розливних болотах. Активні у присмерку. Ненажерливі. Живляться комахами і креветками.
Самиця відкладає ікру, про яку ніхто з батьків не піклується.

## Розповсюдження
Мешкають у водоймах Таїланду (річки Чао-Прая і Бан-Пакун) та південного Китаю. На тепер вид P. siamensis вважається вимерлим, проте щодо цього є сумніви.

## Види
- Platytropius siamensis
- Platytropius yunnanensis